# 마드리드 협정

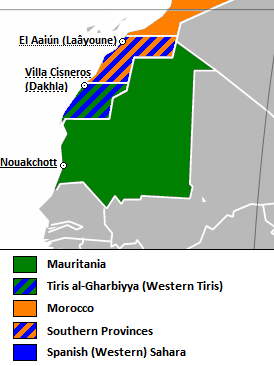

마드리드 협정(Madrid Accords, Madrid Agreement, Madrid Pact)은 서사하라에 대한 스페인의 식민지배를 종식하기 위해 스페인, 모로코, 모리타니간에 마드리드에서 이루어진 협정이다. 이 협정은 1975년 11월 14일에 체결되었으며 11월 18일 스페인 의회를 통과했다. 이 협정의 결과 서사하라는 궁극적으로 모로코와 모리타니가 국민투표를 실시하는 조건으로, 모로코와 모리타니 사이에서 2:1 비율로 임시행정부에 의해 분할점령되게 되었다. 구체적인 분할선은 모리타니와 모로코의 양자 협정인 서사하라 분할 협정(Western Sahara partition agreement)에서 1976년에 정해졌으며, 양국은 이를 임시행정으로 여기지 않고 자국의 일부로 합병하였다. 